# 1116
1116（千百十六、一一一六、せんひゃくじゅうろく）は自然数、また整数において、1115の次で1117の前の数である。

## 性質
- 1116は合成数であり、約数は 1, 2, 3, 4, 6, 9, 12, 18, 31, 36, 62, 93, 124, 186, 279, 372, 558, 1116 である。
  - 約数の和は2912。
  - 272番目の過剰数である。1つ前は1110、次は1120。
- 39番目のズッカーマン数である。1つ前は1115、次は1131。
- 246番目のハーシャッド数である。1つ前は1110、次は1120。
  - 9を基とする66番目のハーシャッド数である。1つ前は1107、次は1125。
- 各位の平方和が39になる最小の数である。次は1161。(オンライン整数列大辞典の数列 A003132)
  - 各位の平方和が n になる最小の数である。1つ前の38は116、次の40は26。(オンライン整数列大辞典の数列 A055016)
- 各位の立方和が219になる最小の数である。次は1161。(オンライン整数列大辞典の数列 A055012)
  - 各位の立方和が n になる最小の数である。1つ前の218は116、次の220は11116。(オンライン整数列大辞典の数列 A165370)
- 約数の和が1116になる数は3個ある。(550, 610, 1037) 約数の和3個で表せる30番目の数である。1つ前は1104、次は1140。

## その他 1116 に関連すること
- 西暦1116年
- 紀元前1116年
- 1116 (アルバム) - 日本の女性アイドルグループ・THE ポッシボーのアルバム。
- BSNラジオ新潟局・南海放送ラジオのAM放送の周波数は1116kHz。